# Eligiusz Naszkowski
Eligiusz Romuald Naszkowski (ur. 3 lutego 1956 w Sierakowie Wielkopolskim) – polski działacz związkowy, tajny współpracownik SB, następnie oficer Służby Bezpieczeństwa.

## Życiorys
Syn Czesława i Aleksandry. W Pile uczęszczał do szkoły podstawowej i średniej. Ukończył studia na Wydziale Nauk Politycznych Uniwersytetu Adama Mickiewicza w Poznaniu. Dwukrotnie złożył podanie o przyjęcie do pracy w Służbie Bezpieczeństwa. Po raz pierwszy w grudniu 1979 do Komendy Wojewódzkiej MO w Poznaniu. Pisał wówczas: Chciałbym, o ile to będzie możliwe, połączyć pracę w SB z dalszym badaniem zagadnień organizacji i funkcjonowania systemów politycznych RFN i jego ukoronowaniem w postaci dysertacji doktorskiej. Po raz drugi podanie złożył w czerwcu 1980 do KW MO w Pile. Oba wnioski zostały jednak odrzucone, m.in. ze względu na przeszłość jego ojca, zaangażowanego w podziemie antykomunistyczne.
Był przewodniczącym MKZ NSZZ „Solidarność” w Pile. Od lutego 1981 działał jako tajny współpracownik Służby Bezpieczeństwa o pseudonimie Grażyna. Jego najbardziej znanym działaniem na rzecz SB było nagranie posiedzenia Komisji Krajowej „Solidarność” w Radomiu, za co otrzymał od SB 50 000 zł. Pokryto też koszty mandatu, który otrzymał, gdy pędził z nagraniem do oficera prowadzącego. W czasie współpracy z resortem otrzymał łącznie około 135 tys. zł.
Po wprowadzeniu stanu wojennego Naszkowski został na kilka dni internowany we Wronkach. 22 grudnia został przewieziony do Urzędu Rady Ministrów, gdzie rozmawiał ze Stanisławem Cioskiem. Według relacji Grażyny spotkanie dotyczyło kontrolowanej „odbudowy” związku. Ciosek obiecał mu zwrócenie się do MSW o jego zwolnienie z internowania, by mógł podjąć podstawowe zadania przygotowawcze [...] dla reaktywowania „Solidarności” – związku zawodowego. W tym celu Naszkowski miał odnowić znajomości „z drugim, trzecim czy też czwartym garniturem komisji zakładowych w regionie”. Na początku marca 1982. TW „Grażyna” opracował dokument „Bliżej prawdy o Lechu Wałęsie”. Analizował w nim osobowość i fenomen popularności przewodniczącego związku.
W lipcu 1982 został oficerem SB w Biurze Studiów Służb Bezpieczeństwa MSW. W latach 1982–1983 brał udział w redagowaniu wydawanego przez Departament PESEL czasopisma „Bez dyktatu”, rzekomo wydawanego przez „podziemną” Międzyregionalną Komisję Obrony „Solidarności” (de facto stworzoną przez SB i kierowaną przez jej agenturę).
Wiosną 1983 rozpoczął starania o wyjazd za granicę. Pod koniec maja 1984 zwrócił się z raportem do wiceministra Władysława Ciastonia. Prosił w nim o skierowanie do zaprzyjaźnionego kraju powodowany troską o zdrowie psychiczne rodziny i własne bezpieczeństwo. Zaproponowano mu wyjazd wraz z rodziną na placówkę do Mongolii. We wrześniu 1984 Naszkowski został przeniesiony na etat wywiadu. Kilka dni przed planowanym wylotem zbiegł na zachód. W 1990 z Paryża udzielił telefonicznego wywiadu „Tygodnikowi Nowemu”. Przedstawił się w nim jako podwójny szpieg. Sugerował, że Lech Wałęsa był agentem SB o pseudonimie „Bolek”. Dalsze losy Naszkowskiego nie są znane.